# Sukamulya (Rumpin)
Sukamulya is een bestuurslaag in het regentschap Bogor van de provincie West-Java, Indonesië. Sukamulya telt 13.943 inwoners (volkstelling 2010).